# 丐𪘵郡
丐𪘵郡（越南语：／），又译“丐冷郡”、「丐讓郡」，是越南芹苴市下辖的一个郡。面积62.53平方千米，2018年总人口165057人。

## 地理
丐𪘵郡北接宁桥郡，南接后江省周城县和周城A县，西接丰田县，东接永隆省平明市社和茶温县。

## 历史
2004年1月2日，以原省辖芹苴市兴富坊、兴盛社1坊1社、周城县丐𪘵市镇1市镇和东盛社、富安社、东富社3社部分区域、周城A县新富盛社部分区域析置丐𪘵郡；丐𪘵市镇改制为黎平坊，东盛社部分区域改制为长盛坊，富安社部分区域改制为富庶坊，东富社部分区域改制为新富坊，新富盛社部分区域改制为巴邻坊，兴盛社改制为兴盛坊。

## 行政区划
丐𪘵郡下管辖7坊，郡人民委员会位于黎平坊。
- 巴鄰坊（Phường Ba Láng）
- 興富坊（Phường Hưng Phú）
- 興盛坊（Phường Hưng Thạnh）
- 黎平坊（Phường Lê Bình）
- 富庶坊（Phường Phú Thứ）
- 新富坊（Phường Tân Phú）
- 長盛坊（Phường Thường Thạnh）